# Cobden (Illinois)
Pour les articles homonymes, voir Cobden.
Cobden est un village situé au nord du comté d'Union dans l'Illinois, aux États-Unis,. Le village est incorporé le 31 octobre 1901. Il est également appelé Cobden Station et South Pass.

## Démographie
Lors du recensement de 2010, le village comptait une population de 1 157 habitants. Elle est estimée, en 2016, à 1 124 habitants.

### Source de la traduction
- (en) Cet article est partiellement ou en totalité issu de l’article de Wikipédia en anglais intitulé « Cobden, Illinois » (voir la liste des auteurs).